# Набатія (місто)

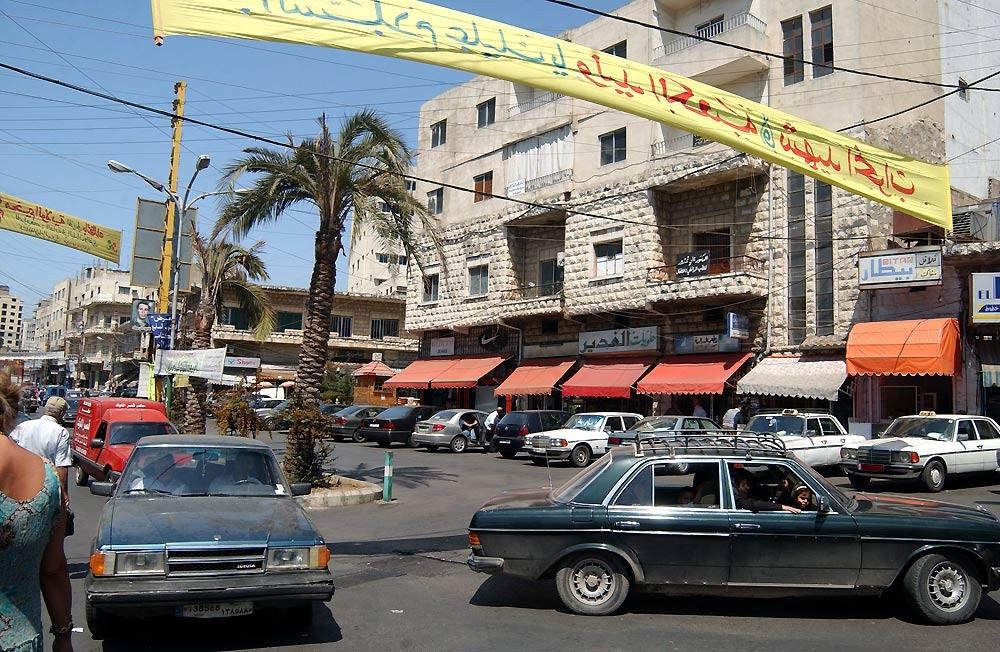
Набатія

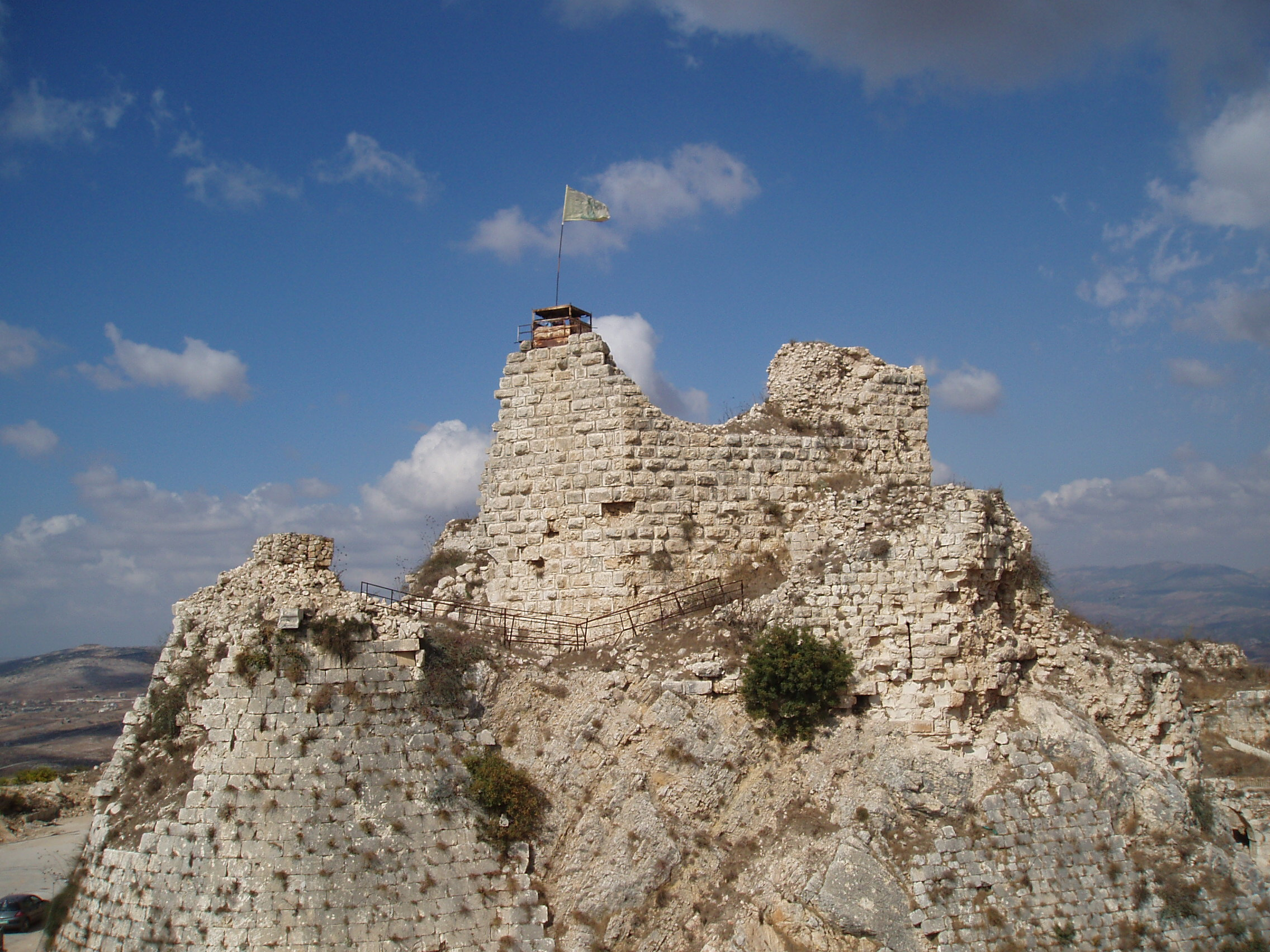
Замок Бофор

Набаті́я (النبطية) — південноліванське місто з населенням близько 120 тисяч осіб. У місті розташована адміністрація однойменного району та однойменної провінції.
Набатія — найважливіше місто Джабаль-Амель (історична назва південного Лівану до створення сучасного Лівану в 1920 р.).
В Ашуру десятки тисяч шиїтів відвідують місто, щоб взяти участь в релігійних церемоніях.

## Історія
Історія міста починається близько VIII століття до н. е. Розташування міста за його довгу історію зміщувалося серед навколишніх пагорбів і долин. Починаючи з кам'яної доби на цих землях проживали численні етноси.
Сучасна назва й саме місто Набатія бере свій початок від групи семітських племен набатеїв. Столицею Набатейської держави було місто Петра. Багато історичних родин Набатеї, таких як Джабер, Саббах, Бітар — єменського походження, вони переселилися сюди близько III століття.
Під час Лівано-ізраїльського конфлікту 2006 року місто зазнало не менше 15 повітряних ударів з боку ізраїльської армії.

## Визначні місця
- Замок хрестоносців Бофор (за 7 км від міста, неподалік від села Арнун).
- Мечеть (XVI століття)
- Мечеть Пророка.
- Національна євангелицька школа

## Відомі люди
У місті народився відомий ліванський науковець і винахідник в галузі електроніки й електротехніки Хассан Камель аль-Саббах.